# Mega Man X5
Mega Man X5 (ロックマンX5, Rockman X5) es el quinto juego de la serie Mega Man X. Este juego fue originalmente publicado el 30 de noviembre de 2000 para la consola PlayStation, tres años después de Mega Man X4, y para PC en el año 2002. Forma parte de Mega Man X Collection para Nintendo GameCube y PlayStation 2.

## Historia
En Mega Man X5, la Repliforce ha sido erradicada por completo. Con la paz restablecida, los Hunters reclutan varios nuevos oficiales, incluyendo a Alia. Desafortunadamente, Zero entra en una pelea con el Sigma Virus e involuntariamente lo esparce por toda la Tierra. Éste resulta ser otro de los planes malignos de Sigma. Si eso no fuera suficiente, Sigma planea hacer estrellar al Satélite Espacial Eurasia contra la Tierra, esparciendo aún más el virus, para despertar la verdadera forma de Zero. En una de las posibilidades de la historia, X se enfrenta a Zero luego de que este último se rehúsa a regresar a la base a hacerse un chequeo físico por las lecturas del virus. En otra posibilidad, la enorme cantidad de virus se convierte en el catalizador que expone la verdadera forma de Zero. La primera es considerada la canónica.
Sigma le revela a X que la verdadera forma de Zero emerge cuando el Virus Maverick le da poder (esta mecánica se refleja en el juego, ya que al infectarse Zero se vuelve invulnerable). Como es de suponerse, Zero fue quien infectó con su virus a Sigma durante su primer enfrentamiento, como se ve en una escena en Mega Man X4. Sigma también habla de un nuevo y misterioso aliado que construyó un nuevo cuerpo para él. También dice que esta persona se interesa por Zero "como si fuera su propio padre" y dice que él y X se conocen bien, porque fueron enemigos en el pasado (obviamente refiriéndose al Dr. Wily de la saga original de Mega Man). Después de ser derrotado, Sigma decide que se llevará a Zero con él. En esa parte, existen 3 posibles finales del juego, depende si Zero es convertido en Maverick o si usa a Zero en la batalla final. Luego de la explosión, si Zero es un Maverick, X es gravemente dañado, pero fue recuperado, y la memoria de la relación con Zero es eliminada. En caso contrario, X recoge el destrozado cuerpo de Zero, en espera de que le responda. Los restos de Sigma emergen y lanzan un rayo que atraviesa a X y Zero. Zero revive por un momento, consiguiendo destruir los restos de Sigma con la fuerza que le queda y los 2 siguientes finales dependen de la elección del personaje. Si Zero elimina a Sigma, se verá el pasado de Zero antes de morir, pero si X elimina a Sigma, X usará el sable de Zero buscando vengar a Zero.

## Cambios
A diferencia del X4 el jugador puede elegir a X y a Zero durante el transcurso del juego. Además, el juego incorpora la habilidad de agacharse y cuatro armaduras utilizables para X, una obtenida al iniciar el juego con X, otras dos mediante cápsulas en diversos puntos del juego (una armadura en la mitad izquierda de la pantalla de selección y la otra en la mitad derecha) y la última sólo en el penúltimo nivel del juego: la Ultimate Armor (también desbloqueable desde el principio mediante código).
Para los principiantes, se le agregaron dos nuevas funciones: el auto-disparo, en donde los jugadores no necesitan presionar varias veces la misma tecla, y la recarga automática, en donde los jugadores no necesitan mantener presionada la tecla para hacer el ataque cargado. Estas dos funciones fueron agregadas en los siguientes juegos y nuevas conversiones de los antiguos.
Para Zero, su armadura negra deja de ser tan solo un cambio de color para convertirse en una verdadera armadura utilizable, dándole a Zero más resistencia ante los ataques y el poder de bloquear algunos ataques con su Z-saber.
Se incorpora el "Virus Sigma", virus corpóreo pero no dañable (al principio) que aparecerá en algunas misiones. A no ser que el jugador lleve equipado 'Antivirus guard', el virus podrá tocar a X o a Zero 3 veces y a la cuarta vez hacer su efecto en el androide, (si se lleva 'antivirus guard', serán 7 veces y el efecto emerge en la octava vez), siendo muy dañino para X pero inofensivo contra Zero (ya que es su propio virus).
Se añadieron también 'partes' que darán a X y a Zero habilidades extras como saltar más alto o incrementar su poder de ataque. Estas solo podrán ser adquiridas al enfrentarse a un maverick de nivel 08 como mínimo y se deberá esperar un poco para que sean hechas por Douglas.
También hay un tutorial incluido en el juego para entrenar con X o Zero antes de jugar en modo historia. (TRAINING)

## Inicio
Cuando inicias, aparecerá la selección de Personaje X y Zero.
Si eliges a X aparecerá con la Fourth Armor del anterior juego, pero Zero pierde el Buster.
Si eliges a Zero, este tendrá el Z-Buster, pero X pierde la armadura. 
Los Mavericks a vencer son:
- Cresent Grizzly / Grizzly Slash: Oso Grizzly.
- Volt Kraken / Squid Adler: Calamar y/o Kraken.
- Shining Firefly / Izzy Glow: Luciérnaga.
- Tidal Whale / Duff McWhalen: Ballena y/o Cachalote.
- Spiral Pegasus / The Skiver: Pegaso.
- Spike Rosered / Axle The Red: Rosal.
- Dark Necrobat / Dark Dizzy: Murciélago.
- Burn Dinorex / Mattrex: Tiranosaurus Rex.

## Momentos Alternativos
El progreso del juego puede ir cambiando dependiendo de cómo avance el jugador.
-Destruir Eurasia con el cañón Enigma: Si logras destruir la colonia con el cañón no será necesario usar el transbordador espacial, pero es poco probable. Para lograrlo se debe derrotar a todos los jefes, primero los que están a la derecha (The Skiver, Axle The Red, Dark Dizzy y Mattrex)y después los de la izquierda (Grizzly Slash, Squid Adler, Izzy Glow y Duff McWhalen) y en la pantalla de selección de jefe pulsar R1 (AvPAG en PC) y seleccionar Enigma Shot.
-Zero Infectado por el Virus Sigma: Esto solo ocurre si no consigues las 4 partes de la Nave a tiempo (generalmente son 16 horas, una por cada batalla, incluyendo batallas contra Dynamo), Zero ya no será jugable, muere en la batalla y X pierde toda la memoria relacionada con Zero. Este se considera el final pésimo.
-Zero Infectado por el Virus Sigma pero Destruye Eurasia: Esto solo ocurre si lanzas la Nave antes de que consiguas sus 4 partes, Zero ya no será jugable, muere en la explosión y en la batalla y X pierde toda la memoria relacionada con Zero. Este se considera el final pésimo. Para lograrlo, en la pantalla de selección de jefe pulsar R1 (AvPAG en PC) y seleccionar Enigma Shot, luego R1 (AvPAG en PC) y seleccionar Launch.
-Zero Destruye Eurasia y sale a salvo: Si tienes las cuatro partes de la nave, Zero saldrá a salvo de la explosión. El final es alterado si elige el personaje en la batalla final: Si Zero elimina a Sigma, se revela su vida y origen antes de morir, pero si X elimina a Sigma, X al final llevará el sable de Zero, y jurará continuar batallando en su nombre.

## Lanzamientos
En el año 2000, Capcom lanza este juego para Japón. En esta versión incluye el opening Monkey y el ending 水の中 (Mizu no Naka, Lit. Inside the Water), compuestos y arreglados por Showtaro Morikubo y su banda Mosquito Milk. Otras regiones deben esperar al año siguiente para lanzarlo. Todas estas versiones son de PlayStation.
En 2001, Tanto Asia como Corea del Sur lanza este juego para PC, siendo la primera entrega con interfaz íntegramente en coreano. En Japón y Norteamérica lo lanza al año siguiente. No se incluyeron las 2 canciones debido a problemas de licencia, siendo el ending la única canción en ser editable en esta plataforma.
En 2014, Sony lanza este juego en PlayStation Network como parte de PSOne Classics.

## Curiosidades
Los nombres de los Mavericks que aparecen en Megaman X5 están basados en algunos miembros de la banda de rock Guns N' Roses y en otros artistas colaboradores del grupo:
- Grizzly Slash - Slash
- Squid Adler - Steven Adler
- Izzy Glow - Izzy Stradlin
- Duff McWhalen - Duff McKagan
- The Skiver - Michael Monroe
- Axle The Red - Axl Rose
- Dark Dizzy - Dizzy Reed
- Mattrex - Matt Sorum

Los escenarios de Eurasia, es una recreación de escenarios de Megaman clásico: 
Eurasia 1: Escenario de QuickMan (incluye a Yellow Devil como Shadow Devil)
Eurasia 3: Escenario de BubbleMan
Eurasia 2: Recrea el Escenario 1 de Sigma Fortress de MegaMan X1
En el enfrentamiento contra Sigma en su primera forma, se puede ver en el fondo las cápsulas de X y Zero con sus respectivos dibujos en prototipo, teniendo de Zero una extraña cara de gato.
En el escenario de la lucha contra Zero o X, se puede ver una W al fondo, la cual resulta ser el logo que utilizaba
el Dr Wily, apareció posiblemente por el hecho de que este es el supuesto aliado de Sigma en la historia del juego.
El cuerpo final de Sigma, es construido con los restos de Gamma de MegaMan 3, al final sigma confirma quien es su aliado y que también les tiene odio a X
Dark Dizzy tiene las mismas técnicas y habilidades de ShadeMan de Megaman 7, a diferencia de su habilidad de detener el tiempo.